# John Theophilus Desaguliers
John Theophilus Desaguliers (født 12. marts 1683, død 29. februar 1744) blev født i en fransk hugenot-familie. Han arbejdede som ingeniør, præst og blev en ledende figur i forbindelse med stiftelsen af frimurernes storloge i London fra 1717 og fremefter.
Som forsker blev Desaguliers et fremtrædende medlem af Royal Society, efter at Isaac Newton i 1714 inviterede ham til at fungere som demonstrator (dvs. den som opstiller apparater, der skal bevise en naturvidenskabelig hypotese).